# Церква Собору Пресвятої Богородиці (Прокурава)
Церква Собору Пресвятої Богородиці (Прокурава) — дерев'яна гуцульська церква в с. Прокурава Івано-Франківської області, Україна, пам'ятка архітектури національного значення, датована 1889 роком.

## Історія
Церква побудована в 1889 році на місці попередниці, датованої 1771 р. За наявними даними в 1935-го року, в церкві було 1267 парафіян, та в ній служив о. Николай Кеван. Також при церкві діяло церковне братство та Товариство Апостольства Молитви. Церква була філією церкви Святої Параскеви в Шешорах, а пізніше Церкви Вознесіння Господнього в Брустурах. Розташована на північ від центральної дороги на кладовищі. Церкву використовує парафія Православної церкви України. В ній служив о. Юрій Павличко. У радянський період церква  охоронялась як пам'ятка архітектури Української РСР (№ 1170).     

## Архітектура
Церква хрестоподібна в плані з квадратною навою і невеликими зрубами бокових рамен.  Вершки двоскатних дахів бокових зрубів розташовані трожки нижче вершини шентрального зрубу нави, над яким  на восьмигранній основі розташована шатроподібна баня з ліхтарем та маківкою. Із західної сторони до бабинця прибудовано засклений ганок. Ще один вхід прибудовано до південного рамена нави. До вівтаря прибудовано ризниці. Опасання розташоване навколо церкви на вінцях зрубів, а стіни над ним покриті жовтою бляхою. Дахи храму перекриті металізованою  бляхою синього кольору (фото). Стіни під опасанням залишились без облаштування.

## Дзвіниця
До складу пам'ятки входить дерев'яна  двоярусна квадратна дзвіниця, перекрита дахом шатрового типу.  Двіниця є двоярусною. Перший ярус споруди зі зрубу, а верхній - каркасного типу.